# 二人の星
『二人の星』（ふたりのほし）は、TBS系列の「木下恵介劇場」（大正製薬一社提供）にて放送されたテレビドラマ。

## 放送データ
- 放送期間：1965年10月5日～1966年3月29日
- 放送時間：毎週火曜 21:00 - 21:30
- 放送回数：26回
- 放送形態：モノクロフィルム作品

## 概要
二十世紀を代表するプラハ生まれのドイツの詩人・ライネル・マリア・リルケの”「愛」より（Und wie mag die Liebe）”の詩をモチーフにしたドラマで、船員と蒲鉾屋の店員の恋愛を通して、愛の喜びと苦しみ、人生の美しさと厳しさを、詩情溢れるみちのくの風光を舞台に描く。日本を代表する女優、田中絹代の初テレビドラマ出演作品。

## ストーリー
国内航路の貨物船の操舵手・桐原武志は、仙台のたんす職人の娘・高梨淳子と、仙台の七夕祭りで出会う。やがて二人は愛情を育むようになるが、複雑な家庭環境や周囲の人々の勝手な思惑など、それぞれに悩みがあった。若い二人が結婚という“二人の星”を夢見て、様々な困難に立ち向かい、ひたむきに努力を続ける純愛ドラマ。

## キャスト
【主演】
- 桐原武志：園井啓介　国内航路の船員。
- 高梨淳子：小林千登勢　「阿部蒲鉾店」の店員。

【高梨家】
- 高梨公平：桑山正一　淳子の父親、彫金職人。
- 高梨トク：笠置シヅ子　淳子の義理の母親。
- 高梨一郎：宮下捷　淳子の異母弟。
- 高梨春子：磯部玉枝　淳子の異母妹、大学一年生。
- 高梨信子：新藤恵美　淳子の異母妹　高校二年生。
- 高梨文子：勝間典子　淳子の異母妹　中学三年生。

【桐原家】
- 桐原ふさ：赤木欄子　武志の母親。
- 桐原信也：山口崇　武志の弟、銀行員。
- 桐原葉子：葵京子　信也の妻。
- 桐原久美子：和泉恵子　武志の妹　横浜の外資系企業勤務。

【武志（桐原家）の関係者】
- 金子要助：佐野周二　武志の乗る船の船長。
- 糸子：田中絹代　金子要助の妻。
- 茂：中野誠也　金子要助の息子。
- 長田国松：関口宏　武志の同僚。
- 久保航海士：牧信哉　武志の同僚。
- 坂井：岸野一彦　武志の同僚。
- 山本：山本耕一　金子船長の同僚。
- 篠田晃：和田孝　桐原久美子の元恋人。
- 辻󠄀正子：青柳美枝子　桐原家の下宿人。

【淳子（高梨家）の関係者】
- 木村：小坂一也　洋品店「つたや」店員。
- 女将：水木涼子　洋品店「つたや」女将。
- 門間：中江隆介　家具屋経営者。
- 門間千秋：寺田農　門間の息子、高梨春子の恋人。
- 植辰：小栗一也　トクの知人。
- 森金：塚本信夫　家具工場経営者。
- 和江：堀真奈美　森金の妻。
- 尾形：川崎巖　門間の家具店店員。
- 作太郎：瀬良明　仙台箪笥の職人。
- 秋元謙：武内亨　西陣の図案職人。
- 岩井：川合伸旺　一郎を騙す詐欺師。
- マダム：藤江リカ　岩井の妾でバー経営。
- ホステス：悠木千帆　岩井の妾のバー勤務。

【その他の出演者】
- タクシー運転手：本郷淳
- 松島の写真屋：大杉莞児
- 橋本：佐山彰二
- 部長刑事：館敬介

　** ほか
- ナレーター：若山弦蔵

## スタッフ
- 企画・原作・脚本：木下恵介
- 演出：川頭義郎
- 音楽：木下忠司
- プロデューサー：四方基
- 制作：松竹テレビ室、木下恵介プロダクション、TBS

## 主題歌
「二人の星」
作詩・作曲：木下忠司 / 歌：岸洋子
キングレコードから発売。

## 参考資料
- 「二人の星」　木下恵介著（1966年1月10日　株式会社弘文社刊）
- テレビドラマ「二人の星」